# Lửa gần rơm lâu ngày cũng bén
"Lửa gần rơm lâu ngày cũng bén" (tiếng Anh: "No string attached") là một đĩa đơn của nữ ca sĩ kiêm sáng tác nhạc Phùng Khánh Linh, phát hành vào ngày 28 tháng 12 năm 2021 bởi Hãng đĩa Thời đại. Ca khúc thuộc thể loại nhạc EDM, được cô lựa chọn từ hơn 100 bài mẫu trước đó. Sáng tác do Phùng Khánh Linh chấp bút trên nền nhạc có sẵn, mang âm hưởng dân gian khi có sự lồng ghép của điệu quan họ Bắc Ninh tại phiên bản MV. Ở lần trở lại kế tiếp của mình, cô đã thay đổi bản thân sang hình ảnh quyến rũ, táo bạo hơn, với video âm nhạc theo đuổi hình tượng nữ quyền và vũ đạo phức tạp.
Thời điểm phát hành, bài hát đã thu về phản ứng trái chiều từ khán giả, trong đó trọng tâm những tranh cãi xoay quanh đoạn nhạc quan họ và phần lời khó nghe. Song, ca khúc vẫn thành công về mặt thương mại khi lượng đặt trước đĩa đơn trên ITunes Việt Nam đứng tại vị trí số 2, cùng với đó là toàn bộ bản đĩa CD của "Lửa gần rơm lâu ngày cũng bén" được bán hết chỉ sau thời gian ngắn.

## Sáng tác
"Lửa gần rơm lâu ngày cũng bén" là một ca khúc thuộc thể loại EDM, với thời lượng dài 2 phút và 36 giây. Bài hát ra đời từ bản nhạc cụ gốc của nghệ sĩ người Nga Sergey Nedzvetskiy, và được Phùng Khánh Linh chọn lựa từ hơn 100 mẫu instrumental do hãng đĩa cung cấp. Bộ đôi nhà sản xuất 39 KINGDOM đã thực hiện khâu phối khí cho bài hát, trong đó đoạn drop nhạc được chơi trực tiếp bằng đàn nhị từ nghệ sĩ Erwen Erhu (Malaysia). Hai nghệ sĩ Josh Frigo (Mỹ) và Lucasz Ewiak (Ba Lan) đảm trách khâu mixing vocal ca khúc, còn Michael Choi (Hàn Quốc) hoàn thiện nốt khâu mastering của bài.
Phần lời chủ yếu do Phùng Khánh Linh sáng tác dựa trên nền nhạc đã có sẵn. Sau khi viết xong lời nhạc, bản nháp ban đầu của cô tiếp tục trải qua nhiều lần viết đi viết lại, với sự hỗ trợ từ Nedzvetskiy và Ryrodybo, trước khi có thể đi đến phiên bản cuối cùng. Nội dung bài hát là lời tự sự của một cô gái muốn chinh phục chàng trai mà mình nhìn trúng ngay từ lần đầu gặp mặt. Khung cảnh "Lửa gần rơm lâu ngày cũng bén" diễn ra bên trong một quán bar vắng người, và cô gái mở lời bằng tham vọng trực tiếp muốn "chiếm lĩnh" đối phương. Nền nhạc trống kết hợp keyboard để mô phỏng tiếng đập thình thịch trong trái tim cô gái trước chàng trai. Cô gái đã đưa ra đủ lý do lôi kéo chàng trai, và sẵn sàng gạt bỏ những người tán tỉnh cô để có được anh. Bài hát càng đi nhanh về sau và kết lời với câu hát tiêu đề bài, trước khi đi vào đoạn drop điểm nhấn của sáng tác – tuân theo cấu trúc truyền thống dòng nhạc EDM.

### Video âm nhạc
Đạo diễn của video âm nhạc "Lửa gần rơm lâu ngày cũng bén" là Hồ Việt Quân. Đơn vị sản xuất MV là Hãng đĩa Thời đại. MV có sự góp mặt diễn xuất của Phùng Khánh Linh trong vai nữ chính, người mẫu Hàn Quốc Ji Huyk Lim trong vai nam chính, và vũ đoàn Oh Dance. Nội dung MV được chia ra làm hai phần theo yêu cầu nghệ sĩ, theo đó phần mở đầu là một đoạn nhạc quan họ kéo dài khoảng 30 giây rồi đi vào phần nội dung chính. Sau "Thế giới không anh", ở "Lửa gần rơm lâu ngày cũng bén" Phùng Khánh Linh đã tiếp tục lồng ghép các yếu tố dân gian trong bài hát, bằng việc đưa bốn câu quan họ từ bài dân ca "Hoa thơm bướm lượn" vào phần dẫn nhập. Đoạn dân ca này đã bị cắt bỏ khi bài hát phát hành dưới định dạng audio trên các nền tảng nhạc số. Tông sắc chủ đạo của MV là màu xám nhằm mục đích làm nổi bật hình thể ca sĩ và các đạo cụ, váy áo màu đỏ. Một số cảnh quay đã có sự can thiệp của kỹ xảo vi tính để dựng thành thế giới tương lai giả tưởng với những tòa cao ốc bằng kính.

Một trong số các phục trang của ca sĩ trong MV, được thiết kế mang hơi hướm Lady Gaga và Björk. Phùng Khánh Linh bận váy dài xếp nếp với hai cầu vai giống cánh bướm. Cô ngồi trên vương miện có kích thước lớn tạo nên từ hoa cỏ, lá cành.

Đối với trang phục trong MV, Phùng Khánh Linh theo đuổi phong cách mạnh mẽ và quyền rũ hơn, khác ấn tượng hiền lành, trong sáng từ những dự án trước đó. Các trang phục mà nữ ca sĩ mặc xuyên suốt MV đều có chi tiết cúp ngực, khoe vai trần; từng tạo hình của cô được chú trọng thiết kế sao cho thể hiện sự nữ quyền, thống trị và là người làm chủ trong cuộc yêu "thăng hoa và táo bạo".  Nhà biên đạo Bảo Bảo là người sáng tạo vũ đạo cho bài hát. Vì phần vũ đạo được đánh giá là khó nhằn, Phùng Khánh Linh được yêu cầu phải giảm gần 10 kg xuống còn 39 kg chỉ trong thời gian ngắn và dành nhiều thời gian luyện tập để thực hiện uyển chuyển những bước nhảy trên chiếc giày cao gót gần 20 cm.
Nội dung MV bắt đầu với hình ảnh nữ ca sĩ mặc yếm đỏ đang nằm trên chiếc võng đỏ, được các chàng trai cơ bắp khiêng giữ. Cô đưa tay vuốt nhẹ làn nước phía dưới và mấp máy môi theo điệu quan họ đang phát. Phần âm thanh ở đoạn mở đầu bài được xử lý để nghe giống tiếng nhạc chậm rãi phát qua radio rè và khó nhận ra người hát. Sau đó, điệu thay đổi hoàn toàn về tiết tấu lẫn hòa âm phối khí sang không gian nhạc bên trong các câu lạc bộ đêm. Nam chính khi đang hút thuốc bên trong một quán bar bị kéo xuống nhiều tầng không gian khác nhau và rơi vào một vùng đất giả tưởng, trong khi cô gái với bộ trang phục cánh bướm ở trên cao nhìn xuống. Chuyển cảnh sang một khu chung cư bỏ hoang, cô gái, lúc này ở trong bộ đồ yếm đỏ và tết tóc, đã dẫn đường chàng trai trong không gian đầy ma nơ canh và đá lơ lửng do cô tạo ra. Đôi mắt cô gái sau đó đã "bén lửa" khi cả hai chạm tay vào nhau. Thời lượng còn lại của video âm nhạc là màn nhảy của nữ ca sĩ cùng vũ đoàn nữ, và cảnh Phùng Khánh Linh hát trên những nền bối cảnh khác nhau. MV kết thúc khi trở lại thực tại, chàng trai đã bị cô gái giữ chặt ly rượu đang cầm trên tay với tiếng cười đầy ma mị.

## Phát hành và tiếp nhận
Từ tối ngày 25 tháng 12 năm 2021, Phùng Khánh Linh đã đăng tải một đoạn giới thiệu MV dài 19 giây lên kênh YouTube nữ ca sĩ. Tới chiều ngày 28 tại Thành phố Hồ Chí Minh, cô tổ chức buổi họp báo ra mắt sản phẩm mới nhất trước giới truyền thông. Bài hát cùng video âm nhạc của "Lửa gần rơm lâu ngày cũng bén" sau đó chính thức phát hành vào tối 20:00 cùng ngày bởi Hãng đĩa Thời đại, dưới hai định dạng phát trực tuyến và đĩa CD.
Sau khi ra mắt, bài hát đã thu về thành tích tốt về mặt vật lý, khi 1000 bản CD giới hạn của "Lửa gần rơm lâu ngày cũng bén" nhanh chóng hết hàng. Trước đó, ca khúc từng đứng hạng 2 về số lượt đặt trước trên ITunes Việt Nam, ngay vào thời điểm thông tin về lần trở lại tiếp theo của Phùng Khánh Linh được công bố. Song từ buổi giới thiệu MV, ca khúc sớm đã nhận về nhiều lời khen cùng những ý kiến trái chiều từ người có mặt, cho rằng việc đưa quan họ vào phần mở đầu của bài hát có phần "thừa thãi", cùng việc lời nhạc bị "khó nghe". Phản ứng mâu thuẫn tương tự cũng xảy ra với đa số người xem sau khi thưởng thức bài hát.
Trả lời những nhận xét trên, Phùng Khánh Linh đã có lý giải cụ thể về sự liên kết giữa phần lời quan họ xuất hiện ở đầu bài với hình ảnh con bướm tại cuối bài. Về lối hát, cô thừa nhận cách hát ca khúc có tiết tấu gấp gáp, dồn dập để thể hiện sự "thống lĩnh" của cô gái trước tình yêu. Nữ ca sĩ cho biết lời nhạc được chủ đích mô phỏng giống như loại nhạc cụ nhằm tạo dựng một không gian âm nhạc "hấp dẫn nhất có thể" cho người nghe. Về nghi vấn giống nhau giữa đoạn drop "Lửa gần rơm lâu ngày cũng bén" và ca khúc "Kẽo cà kẽo kẹt" từ album Hoàng của Hoàng Thùy Linh, Phùng Khánh Linh đã phủ nhận điều này dựa trên lý lẽ cô là người sáng tác ra bài hát, và việc hai ca khúc có vẻ tương đồng nhau là do tiếng đàn nhị đem lại, dù trên bản chất chúng hoàn toàn khác biệt.
Trong một bài phê bình chi tiết về MV "Lửa gần rơm lâu ngày cũng bén" trên trang Zing News, cây bút Sơn Trần đã đưa ra nhận xét chung cho lần tái xuất của Phùng Khánh Linh là một sự "phá cách", hoàn toàn khác những gì nữ ca sĩ từng thể hiện. Nhưng đi sâu vào phân tích MV, người viết cho rằng phần quan họ đầu xuất hiện ở đầu video âm nhạc là "thừa" dù gây bất ngờ và sẽ trở nên gãy gọn hơn khi cắt đi. Về phần nhạc, tác giả tuy khen ngợi khả năng sáng tác của Phùng Khánh Linh nhưng cho rằng bài hát với nhịp điệu nhanh này đã không thể phô bày hết chất giọng của cô khi chỉ bó hẹp theo lối hát thủ thỉ, thì thầm như đang đọc và làm ca khúc chưa rõ lời ở một số đoạn. Theo Sơn Trần, điểm yếu lớn nhất của MV lần này chính là ở phần vũ đạo – vốn không phải thế mạnh của Phùng Khánh Linh. Các góc quay chĩa từ trên cao xuống cũng làm dìm dáng nữ ca sĩ; và việc Phùng Khánh Linh không có "thân hình nóng bỏng" đã khiến hình ảnh trong MV "có phần không phù hợp" với cô.

## Biểu diễn trực tiếp
Ngày 31 tháng 12 năm 2021, ba ngày sau khi ra mắt bài hát, Phùng Khánh Linh đã có sân khấu đầu tiên cho ca khúc tại sự kiện âm nhạc ảo "Lễ Hội Ánh Sáng – Virtual Countdown Lights 2022" do Billboard Việt Nam tổ chức. Cô tiếp tục góp mặt biểu diễn bài hát ở lễ trao giải Giải thưởng Giải trí Việt Nam năm 2021 (VEA), diễn ra vào ngày 28 tháng 1 năm 2022. Màn trình diễn của Phùng Khánh Linh được ghi nhận đã thể hiện sự quyết tâm thay đổi của cô, đặc biệt là ở phần vũ đạo, sau những bình luận tiêu cực về khả năng nhảy của nữ ca sĩ. Tại đêm nhạc MTV Showcase diễn ra ngày 28 tháng 12 cùng năm, Phùng Khánh Linh đã trình diễn "Lửa gần rơm lâu ngày cũng bén" song song với các bài từ album thứ hai Citopia của cô. Năm 2025, Phùng Khánh Linh đã quảng bá bài hát thông qua mini tour đầu tiên trong sự nghiệp của mình mang tên Off The Record, diễn ra từ cuối tháng 3 đến đầu tháng 4, lần lượt tại ba thành phố Sài Gòn, Đà Nẵng và Hà Nội.

## Đội ngũ sản xuất
Thông tin được lấy từ phần ghi công MV bài hát và tập sách nhỏ ghi chú của đĩa đơn.

### Âm nhạc
| - Giám đốc sản xuất: Lâm Thời Đại, Phạm Anh Phú - Ca sĩ: Phùng Khánh Linh - Âm thanh: Hãng đĩa Thời đại - Sản xuất nhạc: 39 KINGDOM - Nhạc sĩ: Phùng Khánh Linh, Sergey Nedzvetskiy, Rirodybo - Giám đốc sáng tạo âm nhạc: Phạm Anh Phú, Lâm Thời Đại | - Đàn nhị: Erwen Erhu 尔文二胡 - Thu âm: Trung Đặng - Giọng nền: Phùng Khánh Linh - Mastering: Michael Choi (@INQ International) - Huấn luyện giọng hát: Minh Huệ - Sản xuất giọng: Phùng Khánh Linh, Rirodybo - Mixing vocal: Josh Frigo, Lucasz Ewiak |

### Hình ảnh
| - Đơn vị sản xuất: Hãng đĩa Thời đại - Đạo diễn: Hồ Viết Quân - Đạo diễn sáng tạo: Hồ Viết Quân - D.O.P: Hồ Viết Quân - Nhà sản xuất: Bắc Nguyễn - Cam OP: Đăng Khoa - Đạo diễn nghệ thuật: Bắc Nguyễn - Nhiếp ảnh: Nhi Ngờ - Diễn viên nam: Ji Huyk Lim - Diễn viên phụ: Long, Phú, Lực, Duy - Stylist cho Phùng Khánh Linh: Trúc Ngô - Stylist cho Ji Huyk Lim: BANGJANIM - Trang phục: Das La Vie, AEIE, Thái Huy, Phan Thủy Thanh Giang - Vũ đạo: Bảo Bảo - Vũ đoàn: Oh Dance – The Next Door | - Hậu trường: WIN - Set design 1: Lâm Minh Trung - Set design 2: BANGJANIM - Trợ lý sản xuất: Đông - Trang điểm và làm tóc: Vũ Quản - Trợ lý trang điểm và làm tóc: Anh Duy, Hoàng Lam - Làm móng: QUINADA - Nghệ thuật và thiết kế đồ họa: Nguyễn Đức Thái Anh - Chỉnh sửa: H.V.Q - Nghệ sĩ VFX: H.V.Q - Chỉnh màu: H.V.Q - Họa sĩ 3D: Nhi Ngờ - Đạo cụ: Gáo - Ánh sáng: ATM Media - Địa điểm: Aeon Mall Tân Phú Celadon |

### Khác
- Công ty quản lý nghệ sĩ: Hãng đĩa Thời đại
- Phụ đề tiếng Anh: Rirodybo
- Hỗ trợ dự án và điều phối dự án: Uyên Trần, Sơn Nguyễn

## Lịch sử phát hành
| Khu vực  | Ngày                 | Định dạng                       | Phiên bản | Nền tảng                         | Hãng              | Chú thích |
| -------- | -------------------- | ------------------------------- | --------- | -------------------------------- | ----------------- | --------- |
| Quốc tế  | 28 tháng 12 năm 2021 | Phát trực tuyến Tải kỹ thuật số | Gốc       | Spotify • Apple Music • Zing MP3 | Hãng đĩa Thời đại | [ 14 ]    |
| Quốc tế  | 28 tháng 12 năm 2021 | Video âm nhạc                   | Gốc       | YouTube                          | Hãng đĩa Thời đại | [ 14 ]    |
| Việt Nam | 28 tháng 12 năm 2021 | Đĩa CD                          | Gốc       | —                                | Hãng đĩa Thời đại | [ 14 ]    |